# Vaartse Rijn

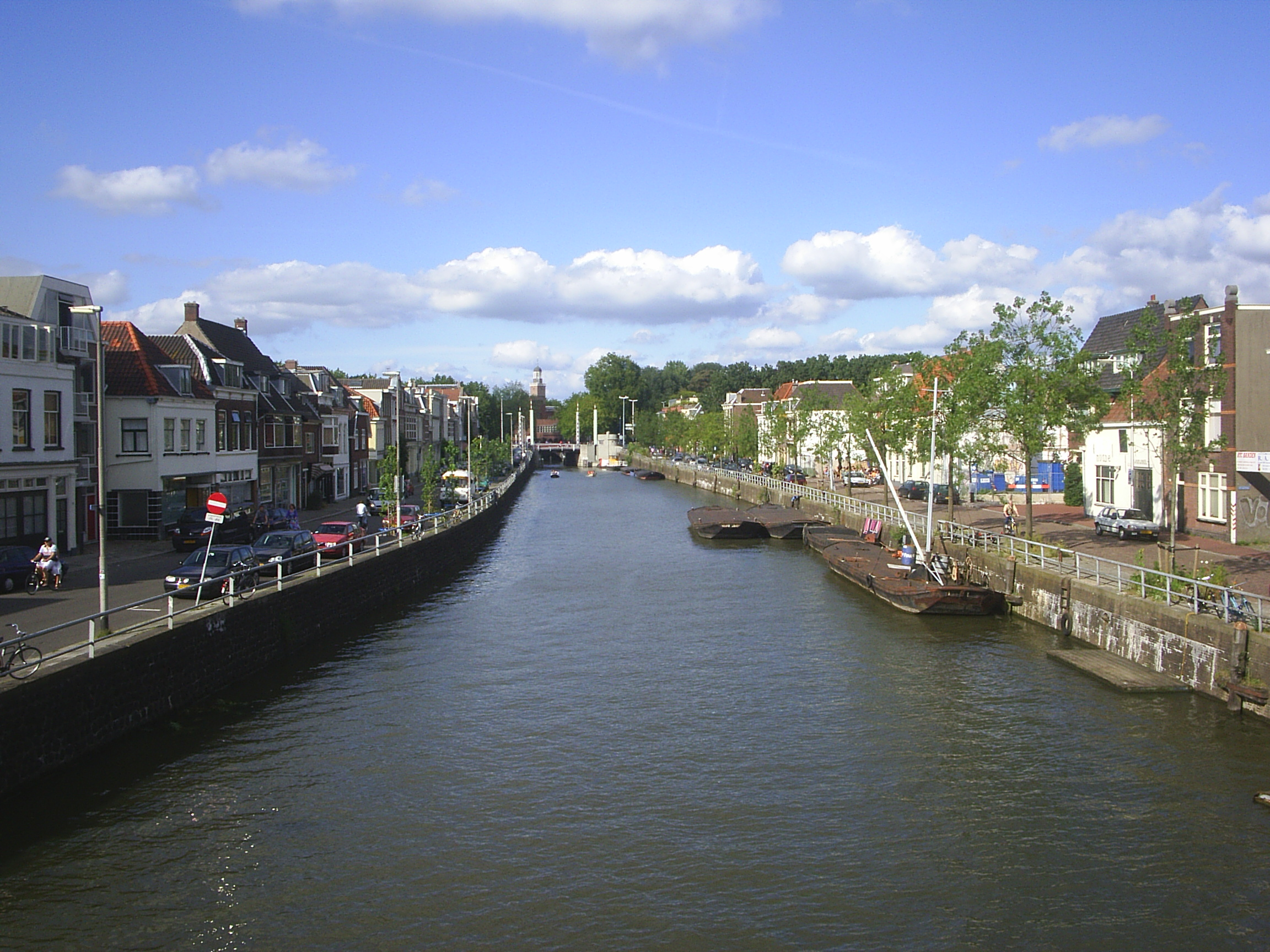
Der Vaartse Rijn in Utrecht, Blick Richtung Innenstadt

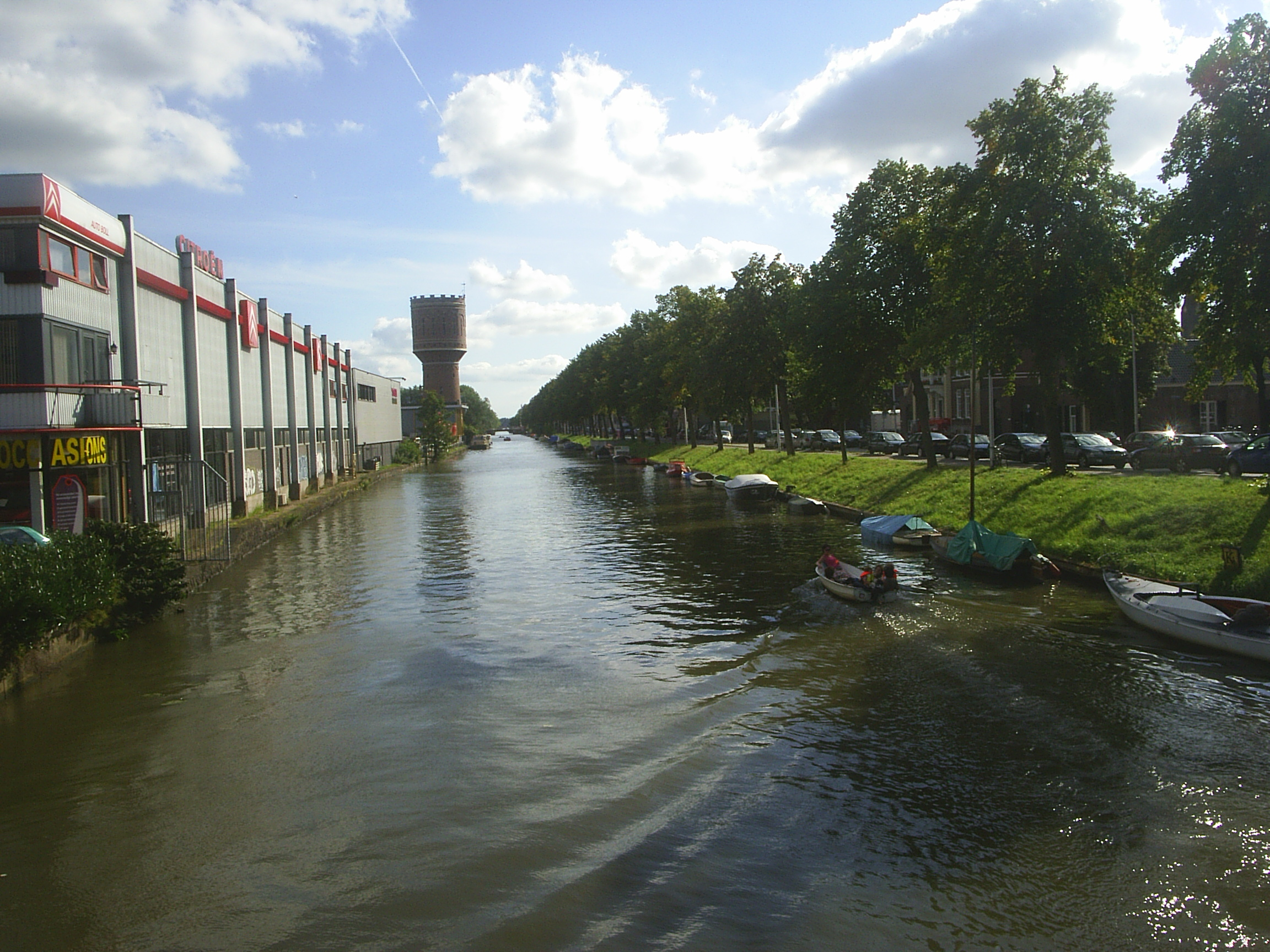
De Vaartse Rijn in Utrecht, Blick Richtung Nieuwegein

Der Vaartse Rijn ist die Bezeichnung von zwei kurzen Kanälen in Utrecht und Vreeswijk, Nieuwegein in der Provinz Utrecht. Teilweise wird noch die historische Schreibweise Vaartsche Rijn genutzt. 

## Geschichte
Früher war der Vaartse Rijn eine wichtige Verbindung zwischen dem Lek und der Stadt Utrecht. Der Kanal ist einer der ältesten Kanäle in den Niederlanden und wurde bereits 1122 angelegt. Das erste Stück verband die alte Innenstadt Utrechts mit dem Kromme Rijn und der Vecht und den heutigen De Liesbosch. Mitte des 12. Jahrhunderts wurde der Vaartse Rijn in Richtung der alten Stadt Geyne verlängert. Dort war der Kanal gegen die Hollandse IJssel durch einen Damm abgetrennt, sie hatte damals noch eine direkte Verbindung mit dem Lek. In dieser Zeit wurde auch das Kasteel Oudegein zum Schutz dieses  wichtigen Handelsplatzes gebaut. 1285 ließ Graaf Floris V van Holland die Hollandse IJssel abdämmen und den Kanal nach Vreeswijk verlängern. 1373 wurde der Kanal vertieft und in Vreeswijk eine hölzerne Schleuse gebaut, die Oude Sluis. Jahrhundertelang blieb der Vaartse Rijn einer der bedeutendsten Fahrwege in den Niederlanden.
Während der Regierungszeit König Wilhelms I. wurde 1825 der Vaartse Rijn über weite Strecken vertieft und Teil der Keulse Vaart, und ab 1892 des Merwede-Kanals.
Heute bestehen nur in Vreeswijk und in Utrecht, zwischen dem Ledige Erf, wo der Vaartse Rijn mit der Oudegracht(nordwärts), dem Catherijnesingel(westwärts) und dem Maliesingel(ostwärts) zusammenfließt, und der Südspitze der Rivierenwijk(Stadtteil in Utrecht), noch Teile dieses einst wichtigen Kanals. An der Ostseite der Rivierenwijk liegen noch alte Industriegebiete.
Seit dem Bau des Amsterdam-Rhein-Kanals besteht der Vaartse Rijn nicht mehr. Der Wasserlauf wird allerdings durch einen Unterwasserkanal, der beide Teile des ehemaligen Vaartse Rijn bzw. des Merwede-Kanals verbindet, erhalten.

## Bahnhof Vaartsche Rijn
Die Erinnerung an den Kanal hält auch der am 23. August 2016 eröffnete Bahnhof Utrecht Vaartsche Rijn wach. Der staatliche Infrastrukturbetreiber Prorail kürzt die Station mit Utvr ab. 